# 塚野目村
塚野目村（つかのめむら）は、かつて新潟県南蒲原郡にあった村。

## 沿革
- 1889年（明治22年）4月1日 - 町村制の施行により、南蒲原郡塚野目村及び大宮新田の区域をもって、南蒲原郡塚野目村が発足する。
- 1892年（明治25年）12月9日 - 南蒲原郡大槻村の区域の内、大字鶴田の区域を編入する。
- 1901年（明治34年）11月1日 - 南蒲原郡井栗村、塚野目村及び大槻村の区域の一部が合併して、改めて南蒲原郡井栗村が発足する。